# میتروفانوفکا
میتروفانوفکا (انگلیسی: Mitrofanovka) یک شهرک در شهرستان دووانسکی در استان باشقیرستان کشور روسیه است.